# Olkusz
Olkusz (česky Olkuš, Ilkuš, Elkuš, Elkouš, nesprávně Lkouš, v jidiš עלקיש‎, Elkiš, německy 1939–1940 Olkusch, 1941-45 díky německé okupační správě Ilkenau) je město na jihu Polska v Malopolském vojvodství, sídlo okresu Olkusz. V letech 1975–1998 náleželo město do Katovického vojvodství. V roce 2024 zde žilo 32 048 obyvatel.
Vzhledem ke značné těžbě stříbra se městu v minulosti přezdívalo „Stříbrné město“. Dříve patřilo také mezi Svobodná královská města Koruny polského království.